# Lianorm-mocsarak
A Lianorm-mocsarak (angolul: Lianorm Swamp) a Csillagok háborúja elképzelt univerzumának egyik helye.

## Leírása
A Lianorm-mocsarak Naboo nevű bolygón levő mocsárrendszer, amely körülbelül 50-65 négyzetkilométer területet foglal magába. Ez a hatalmas mocsár a Paonga-tó közelében és a Gallo-hegység lábánál fekszik.
Több évezreddel a füves puszták csatája előtt, az úgynevezett „Idősebbek” vagy „a Rég(ebb)iek” (the Elders) egy műemléket építettek ebbe a mocsárba, amelyet aztán a gunganek szent helyként tiszteltek, illetve manapság is tisztelnek. A Moenia város e mocsár szélén található meg; itt van a nabooi emberek és a gunganek legfőbb találkozóhelye, valamint kereskedelmi központja.
Y. e. 32-ben ez volt az első hely, amelyet elfoglalt a Kereskedelmi Szövetség, amikor lerohanta a Naboot. Jar Jar Binks ezen a helyen és ebben az időben találkozik Qui-Gon Jinn Jedi Mesterrel és annak padawanjával, Obi-Wan Kenobival, akik éppen az Otoh Gunga nevű víz alatti városba akartak eljutni.
Körülbelül Y. e. 32-ben építették meg a fogathajtóverseny számára a 17 kilométer hosszú Lianorm versenypályát (Lianorm Raceway).

## Megjelenése a filmekben, könyvekben, videojátékokban
Ezt a mocsarat a „Baljós árnyak” című filmben láthatjuk először. A „Star Wars: A klónok háborúja” című televíziós sorozat néhány részében is láthatók a Lianorm-mocsarak.
Továbbá a Baljós árnyakról szóló könyvekben, képregényekben és videojátékokban szerepel, vagy meg van említve.

## Fordítás
- Ez a szócikk részben vagy egészben a Lianorm Swamp című Wookieepedia-szócikk fordítása. Az eredeti cikk szerkesztőit annak laptörténete sorolja fel.